# Evviva! (singolo)
Evviva! è un singolo del cantante italiano Gianni Morandi, pubblicato il 28 aprile 2023 come sesto estratto dal suo album omonimo.

## Descrizione
Il singolo ha visto la partecipazione vocale del cantante italiano Jovanotti, il quale è anche autore del brano.

## Video musicale
Il video musicale è stato pubblicato in concomitanza del lancio del singolo sul canale YouTube del cantante.